# Museu Reial de l'Àfrica Central
El Museu Reial de l'Àfrica Central és un museu etnogràfic i d'història natural situat a Tervuren, als afores de Brussel·les, Bèlgica. Va ser construït inicialment com a expositor de l'Estat Lliure del Congo del rei Leopold II a l'Exposició Internacional de Brussel·les de 1897. Se centra principalment en el Congo, l'antiga colònia belga. De tota manera, la seva esfera d'influència (especialment pel que fa a la recerca biològica) s'estén a tota la conca del Congo, Àfrica central, Àfrica oriental i Àfrica Occidental, però intenta incloure la totalitat del continent. Tot i que al començament fou ideat com a museu purament colonial, a partir de 1960 es va centrar més en l'etnografia i l'antropologia. Com en molts altres museus, hi ha un departament de recerca i un altre de responsable de les exhibicions públiques. No tota la recerca se centra a l'Àfrica; per exemple, fa recerca sobre arqueozoologia a Sagalassos. Alguns dels seus investigadors tenen forts lligams amb el Reial Institut Belga de Ciències Naturals.
El museu serà completament renovat, i les tasques per a fer-ho comencen el 2012, de manera que estarà tancat a partir de la primavera de 2012.

## Història

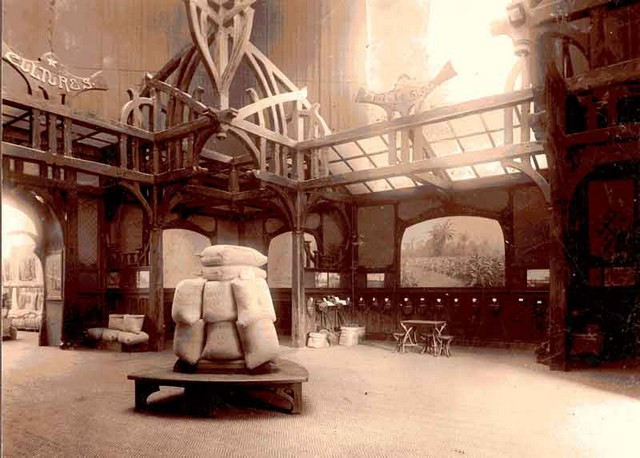
L'estructura de fusta dissenyada per Hobé el 1897.

Després que l'Estat Lliure del Congo fos reconegut per la Conferència de Berlín de 1884-1885, el rei Leopold II decidí que havia de mostrar el potencial del territori en una exposició. Calia atraure els inversors, i també que el públic en general conegués millor aquell país llunyà. Després de considerar altres llocs, el rei va decidir que l'exposició es fes a les seves possessions reials a Tervuren. Quan l'Exposició Internacional de 1897 se celebrà a Brussel·les, es va muntar una secció colonial a Tervuren amb dues noves connexions de transport fins al centre de Brussel·les, l'Avinguda de Tervuren i una línia de tramvia. La línia 44 de tramvia (Brussel·les-Tervuren) es va bastir al mateix temps que el museu pel rei Leopold II per donar als visitants de l'Exposició Universal la possibilitat de visitar l'exposició sobre el Congo a Tervuren.
La secció colonial era hostatjada al Palau de les Colònies (malgrat que només hi havia una colònia). Fou dissenyat per l'arquitecte belga Albert-Philippe Aldophe. A la sala principal Georges Hobé i dissenya una singular estructura Art Nouveau en fusta, per evocar el bosc, fent servir fusta de bilinga, un arbre africà. L'exposició mostrava objectes etnogràfics, animals dissecats, i al "Hall de les Grans Cultures" hi havia els productes del Congo més rellevants des del punt de vista de l'exportació: cafè, cacau i tabac. Al parc, s'hi va construir una còpia d'un poblat africà, on hi vivien 60 africans. L'exposició va ser un gran èxit.

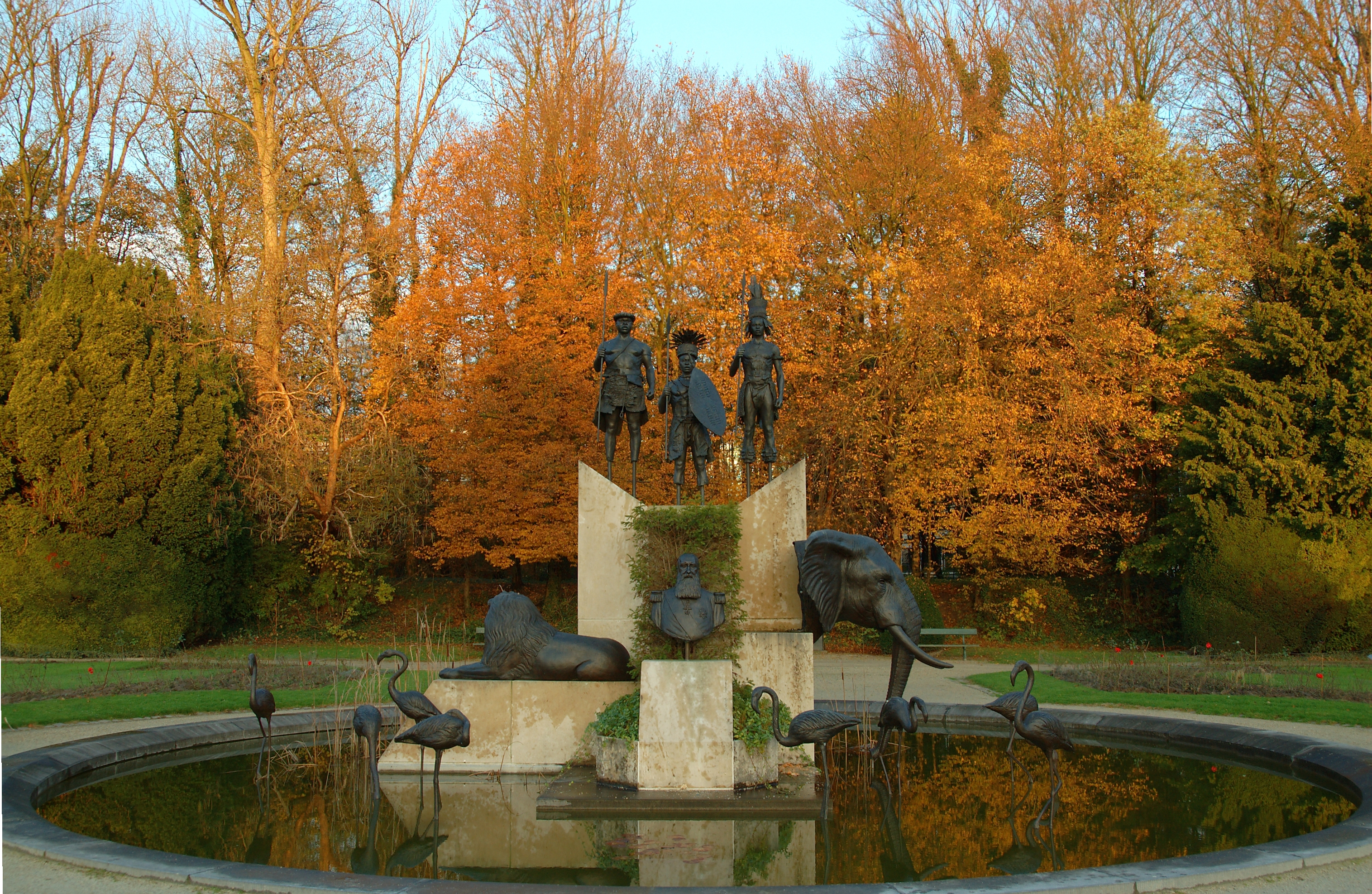
Monument al parc

El 1898 el Palau de les Colònies va esdevenir el Musée du Congo, i l'exhibició es va fer permanent. Fou llavors quan la recerca científica va realment despegar. Degut a l'avidesa recol·lectora dels científics, la col·lecció va créixer molt de pressa, i aviat el museu va quedar petit. Leopold II va planificar no només un Museu d'Àfrica, sinó també pavellons de la Xina i el Japó, un centre de congressos, una escola mundial, i d'altres projectes similars. Tervuren va esdevenir un suburbi ric de Brussel·les. El nou museu va començar a construir-se el 1904 dirigit per l'arquitecte francès Charles Girault, amb l'estil dels palaus neoclàssics, amb reminiscències del Petit Palais, amb grans jardins que arribaven fins al bosc de Tervuren, part del bosc de Soignes. Fou oficialment inaugurat pel rei Albert I el 1910 amb el nom de Museu del Congo Belga. El 1952 s'hi afegí l'adjectiu "Royal". El 1957, per l'Expo '58, es bastí un gran edifici per acollir-hi persones de l'Àfrica: el Centre d'Accueil du Personnel Africain (CAPA). El 1960 el nom del museu va canviar a "Museu Reial de l'Àfrica Central".
Actualment, el museu intenta modernitzar-se. Alguns l'anomenen "un museu d'un museu", ja que mostra com un museu era a mitjan segle xx. Per exemple, l'Expo '58 encara mostrava unes relacions harmonioses entre Bèlgica i el Congo, mentre que la colònia estava a punt d'independitzar-se. Una exposició més moderna, "La Memòria del Congo" (4 de febrer de 2005 - 9 d'octubre de 2005), va intentar d'explicar tota la veritat sobre què va passar a l'Estat Lliure del Congo des que va esdevenir colònia belga, un tema molt sensible a Bèlgica ect in Belgium. Segons un reportatge de The Guardian de juliol de 2002, després de la inicial indignació dels historiadors belgues sobre El fantasma del rei Leopold d'Adam Hochschild, el museu finançaria una investigació sobre les conclusions de Hochschild. El grup d'investigadors, liderat pel professor Jean-Luc Vellut, varen publicar les seves conclusions el 2004. L'exposició basada en aquestes conclusions es va muntar l'any següent.
Un dels crítics del museu fou altre cop Adam Hochschild, autor de El fantasma del rei Leopold, qui va escriure un article per la New York Review of Books en què hi mostrava 'distorsions i evasions' a l'exposició especial de 2005.

## Col·leccions
- 10.000.000 d'animals
- 250.000 mostres de roques
- 120.000 objectes etnogràfics
- 20.000 mapes
- 56.000 mostres de fusta
- 8.000 instruments musicals
- 350 arxius, inclosos alguns dels dietaris de Henry Morton Stanley

La col·lecció d'herbari del Museu del Congo va ser traslladada a la del Jardí Botànic Nacional de Bèlgica el 1934.

## Recerca
Els departaments científics (juntament amb les principals col·leccions) es troben al Palau de les Colònies, al Pavelló de Stanley i sobretot a l'edifici de la CAPA.
Hi ha 4 departaments:
- Departament d'Antropologia Cultural - Cap: Jos Gansemans
  - Etnografia
  - Arqueologia i Prehistòria
  - Lingüística i Etnomusicologia
  - Etnosociologia i Etnohistòria

- Departament de Geologia i Mineralogia - Cap: Johan Lavreau
  - Geologia general
  - Mineralogia i Petrografia
  - Cartografia i Interpretació de fotos
  - Física i Química mineral

- Departament de Zoologia - Cap: Michel Louette
  - Vertebrats (Ornitologia, Ictiologia, Herpetologia, Osteologia i Mastozoologia)
  - Entomologia
  - Invertebrats que no són insectes (Aracnologia, Miriapodologia, Acarologia)

- Departament d'Història i Secretaria General de Serveis Científics - Cap: Philippe Marechal
  - Història de l'època colonial
  - Història Contemporània
  - Economia forestal i agrícola (Geomorfologia, Laboratori de biologia de la fusta)

## Galeria de fotos

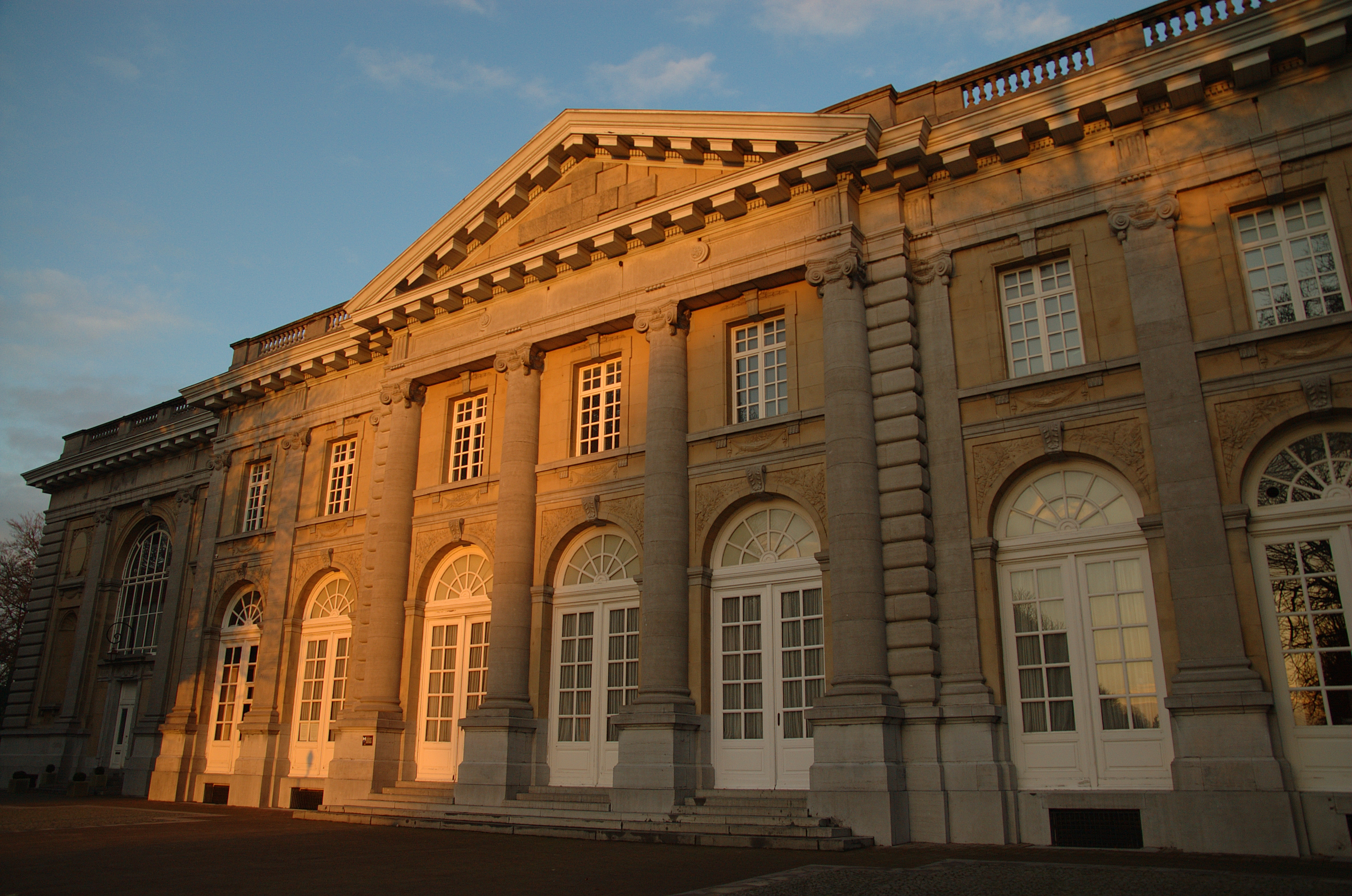
Palau de les Colònies. Bastit el 1897.
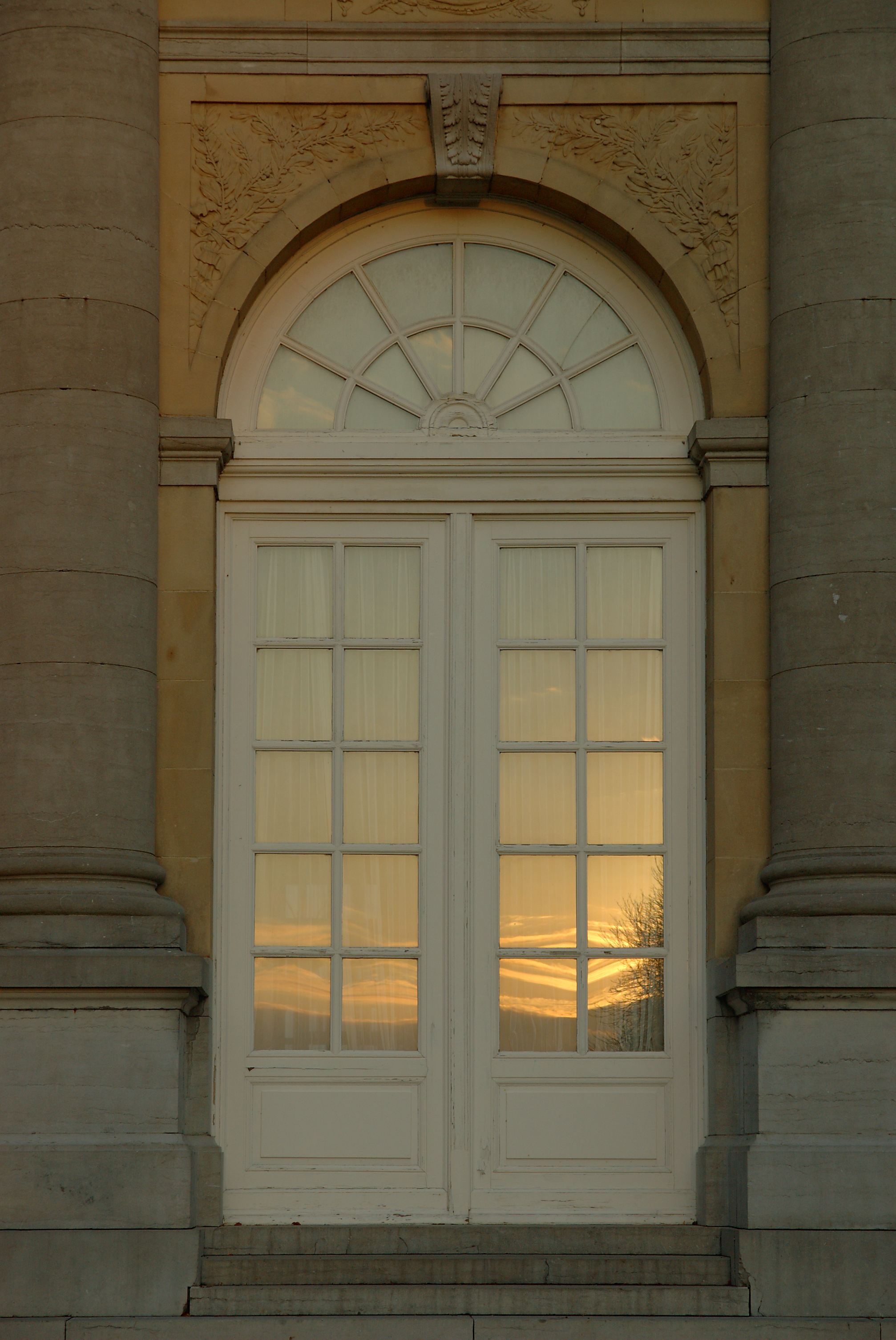
Porta, palau de les Colònies.
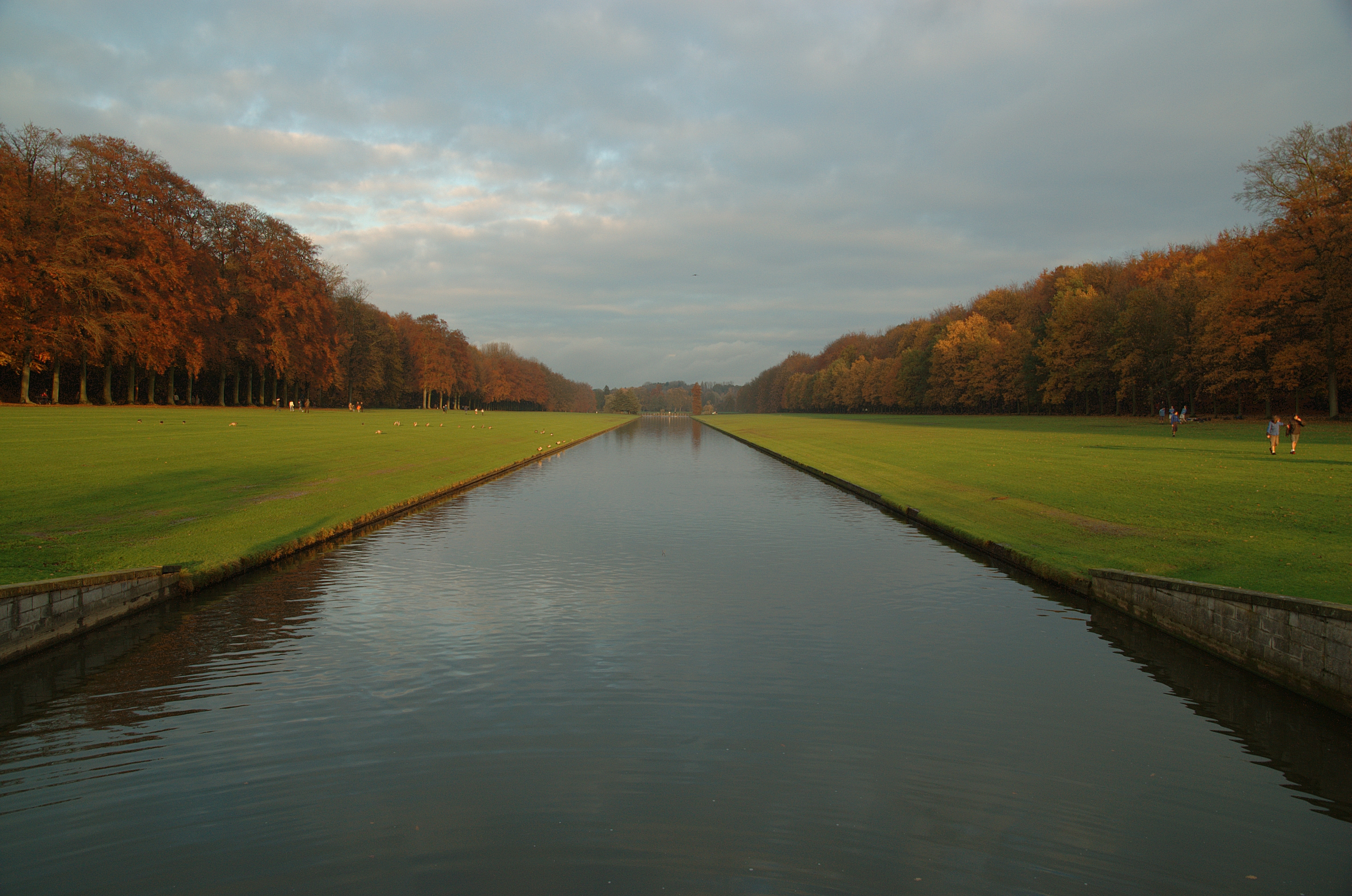
Estany al parc
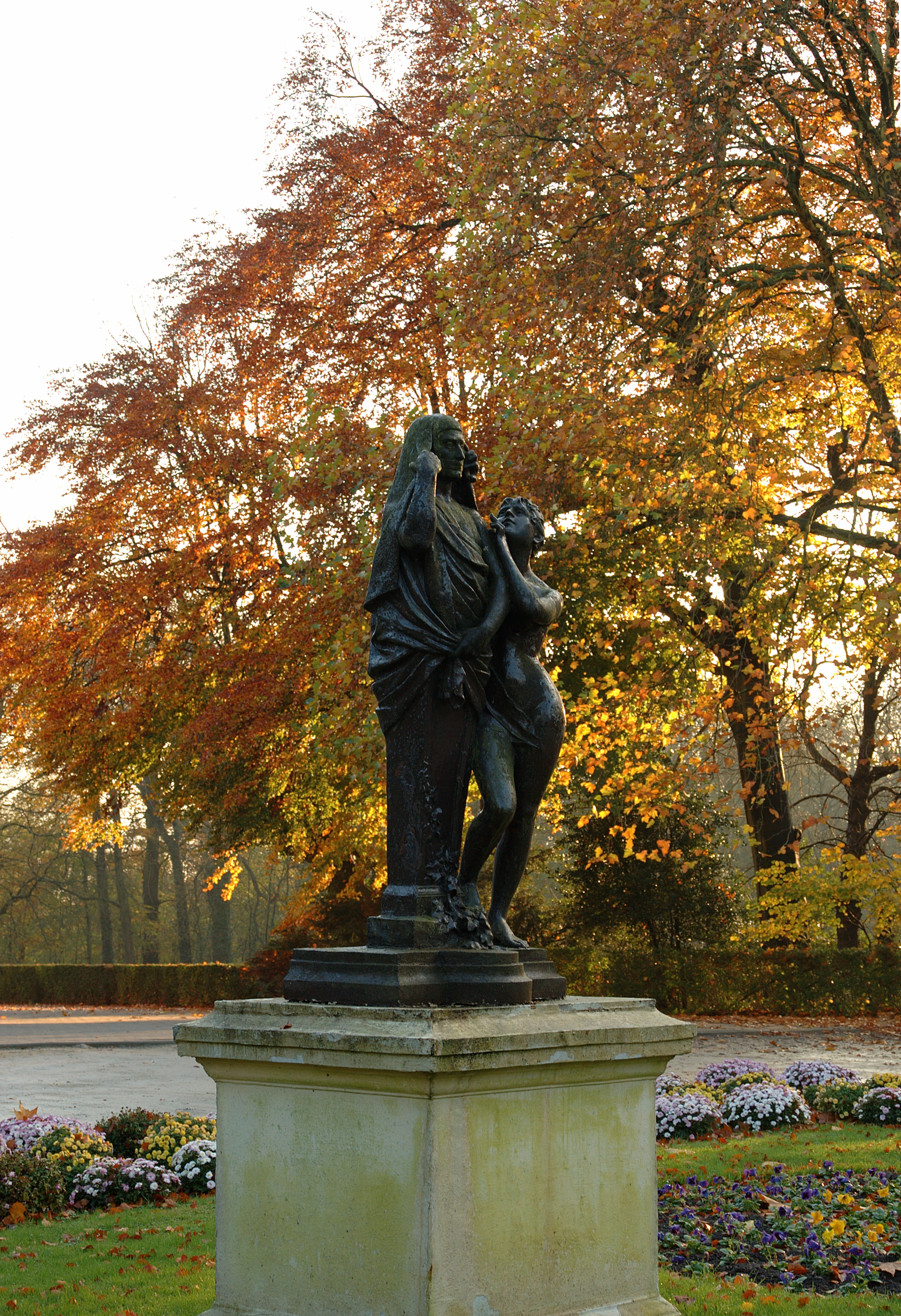
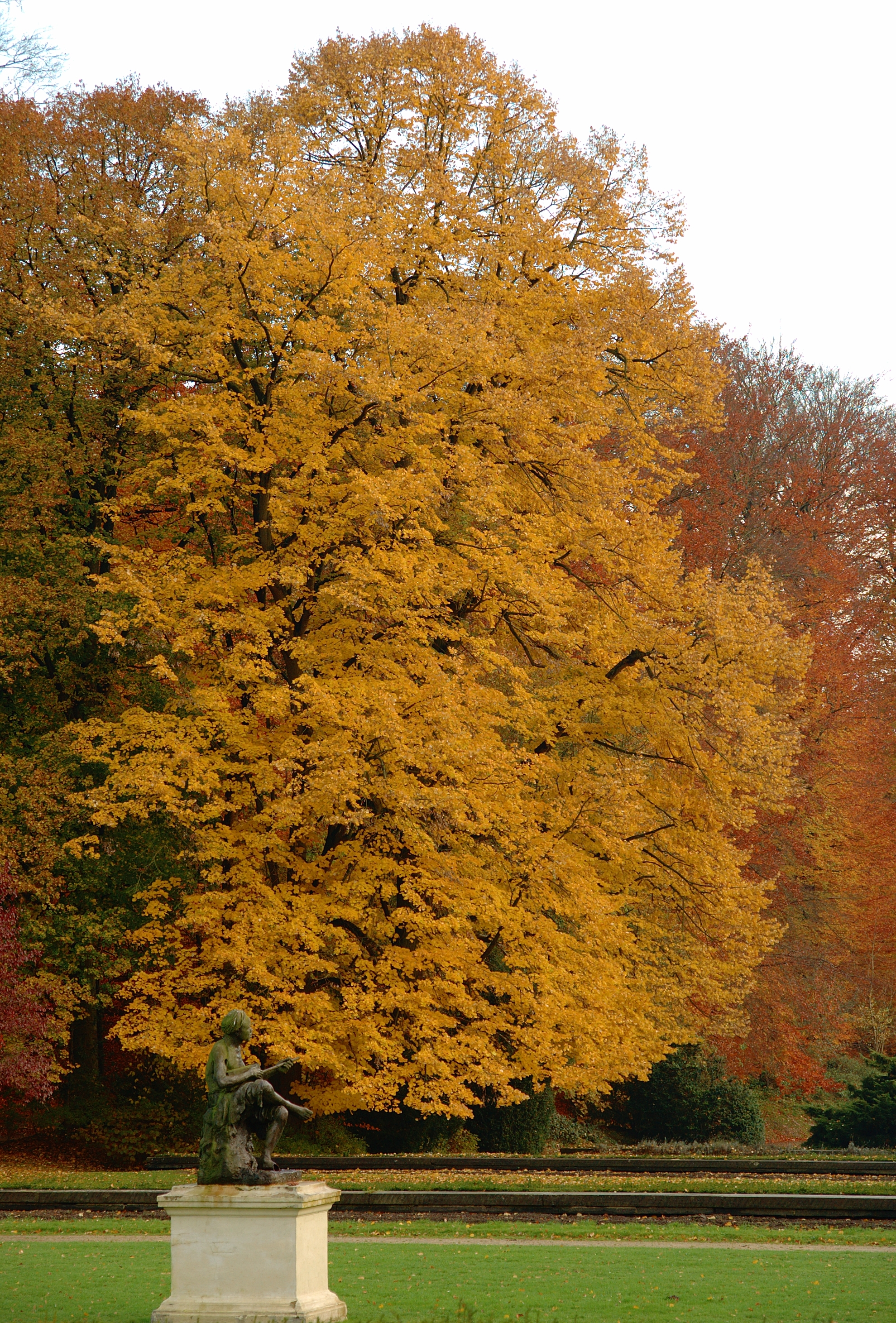
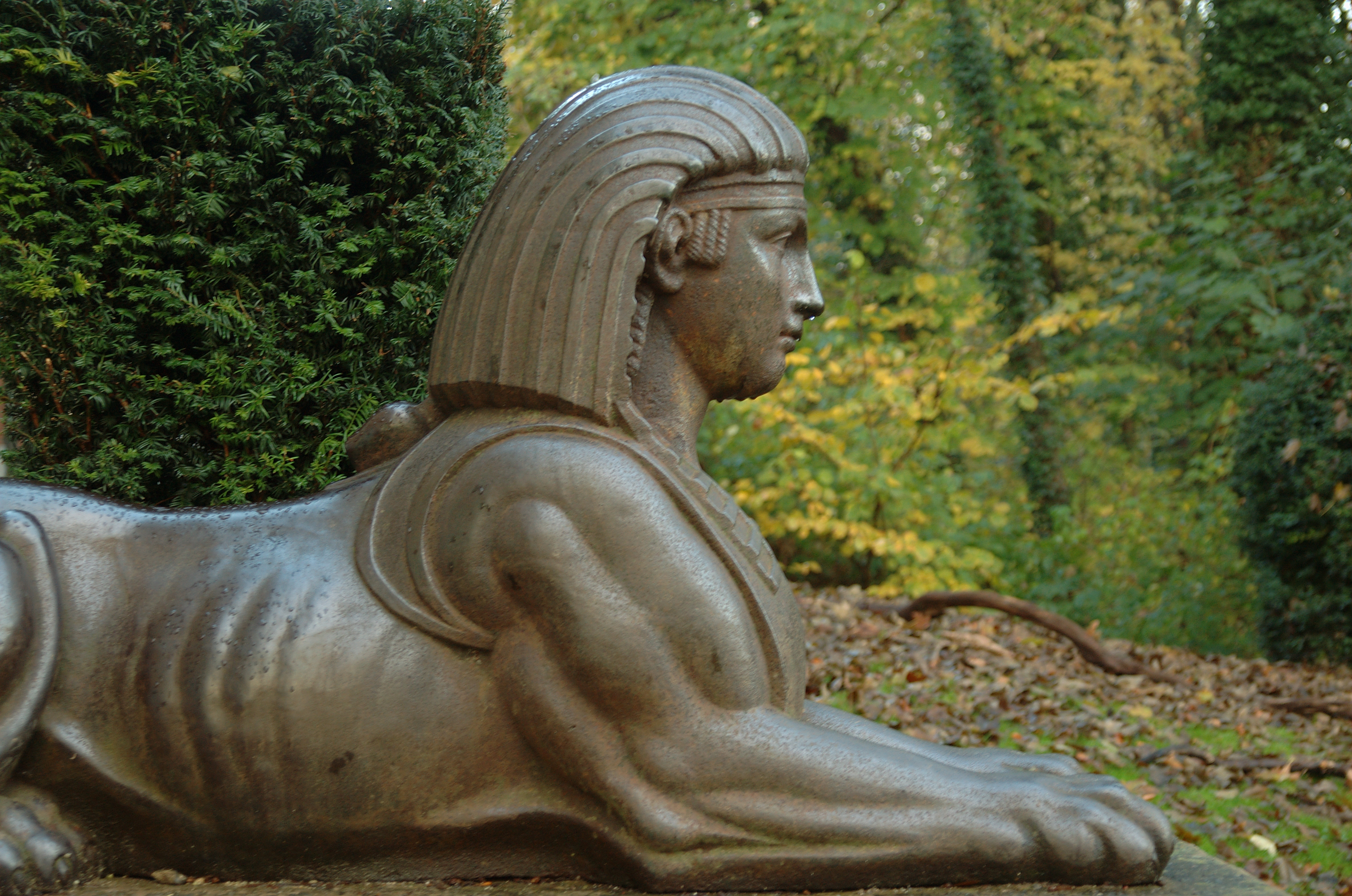
Esfinx, escales al jardí.
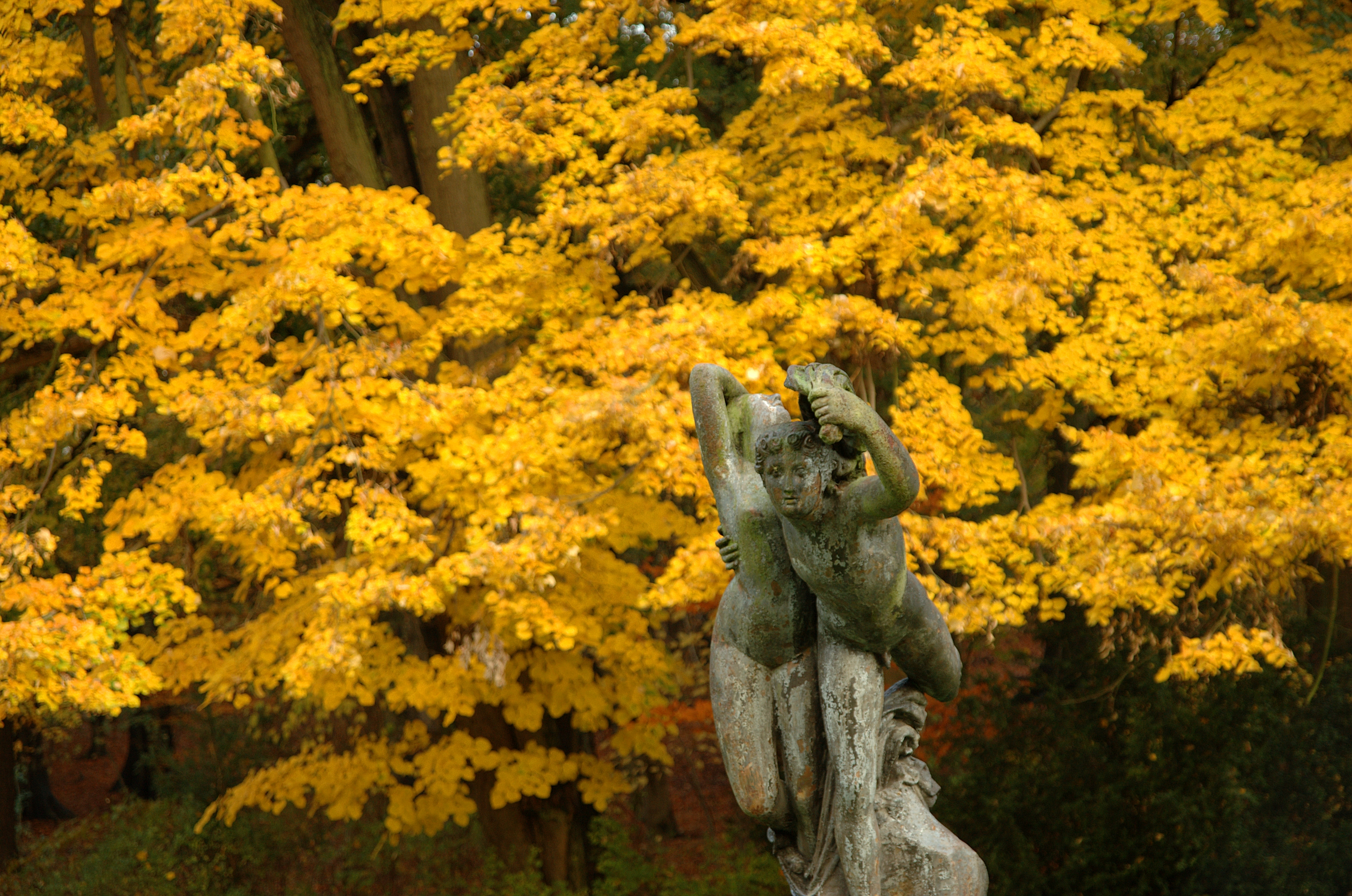
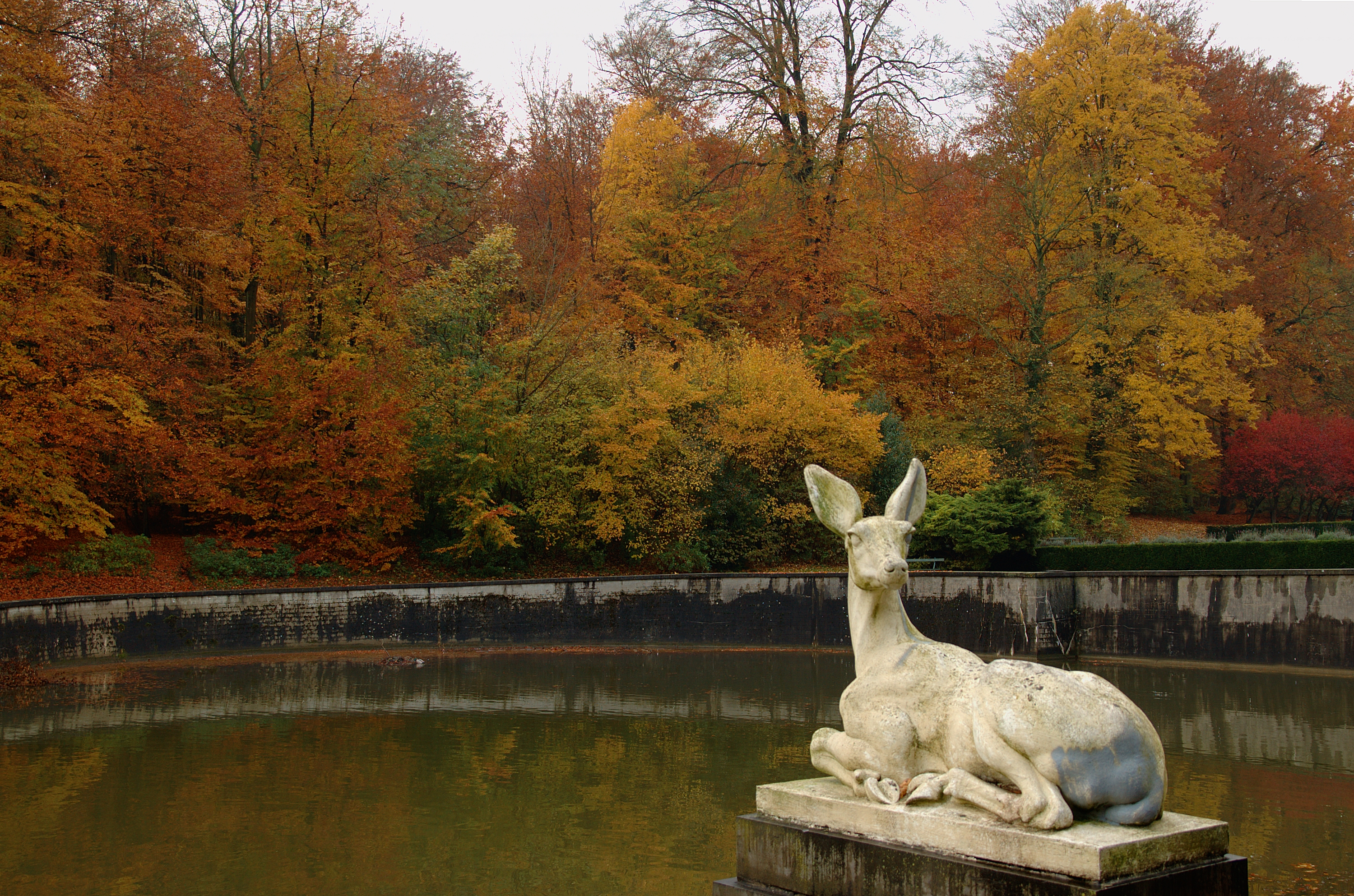
Font als jardins.
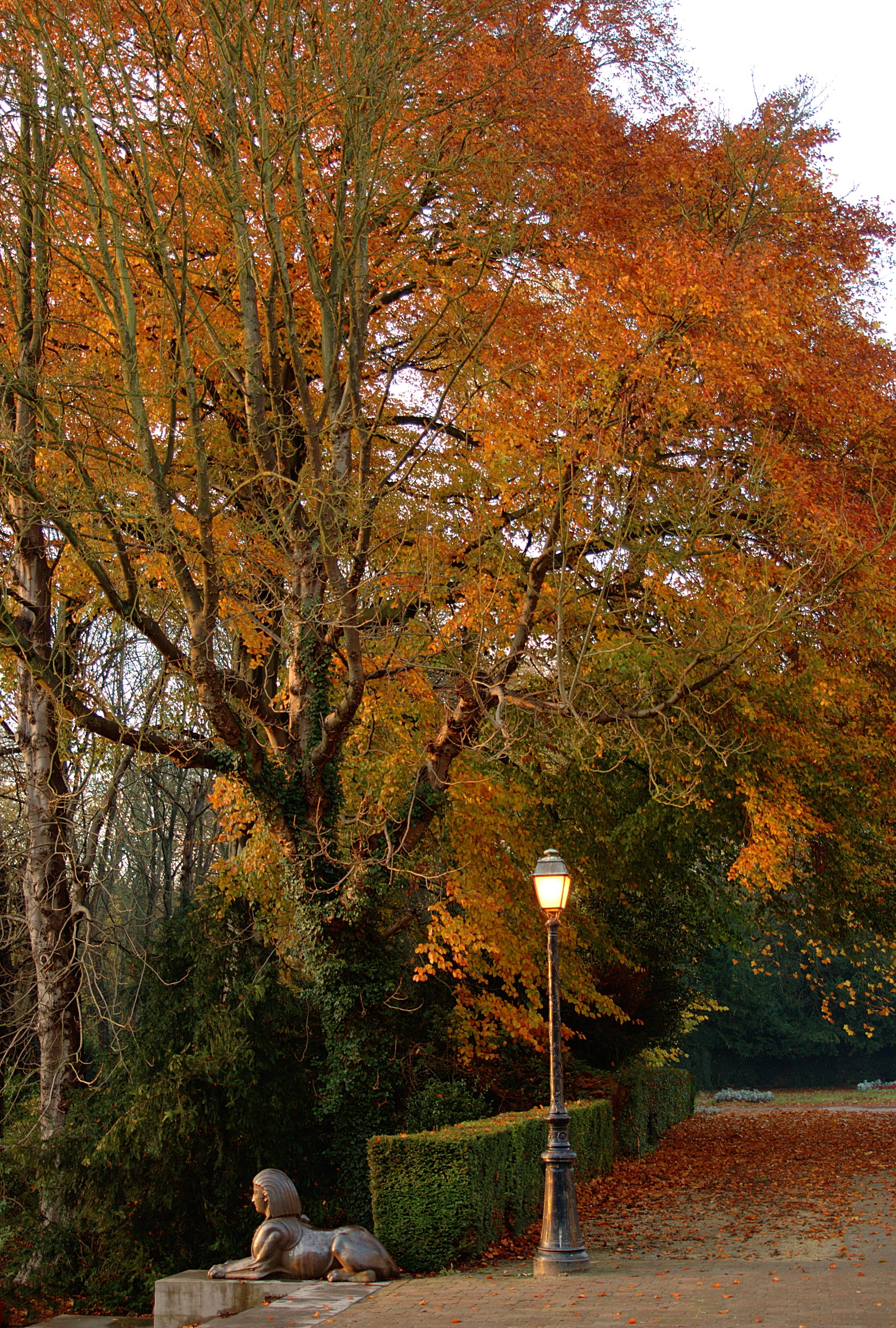